# Дан планете Земље
Дан планете Земље је назив за два различита празника које у пролеће сваке године обележавају становници северне хемисфере. Оба празника имају за циљ да повећају свест људи о угрожености животне средине, као и да се за њих ангажује што шира јавност.
Нека буду само мирни и весели Дани Земље у будућности за наш лепи васионски брод Земља који наставља да се окреће и кружи у хладној васиони са његовим топлим и ломљивим товаром ведрог живота. — У Тант, Секретар Уједињених нација, 21. март 1971. године.

## Еквиноксни Дан Земље
У многим земљама се еквиноксни Дан Земље слави почетком пролећа на северној хемисфери. У том моменту је дужина дана и ноћи изједначена. На јужном полу почиње шестомесечни мрак, док на северном полу почиње шестомесечни дан. Једнакост разлика је симбол Дана Земље, када се разлике заборављају и природа почиње да се обнавља.
Овај годишњи догађај обележава почетак Дана Земље који се традиционално започиње звоњењем звона. Дан Земље је створен да људе подсећа на одговорност за планету на којој живе. Уједињене нације славе Дан Земље сваке године 21. марта. Дана 26. фебруара 1971. године генерални секретар Уједињених нација је потписао декларацију и у времену еквинокса зазвонио Звоно Мира у седишту Уједињених нација у Њујорку.
Џон Маконел је као први увео идеју глобалног празника зван Дан Земље при Унесковој конференцији за животну средину 1969. године. Исте године је дизајнирао заставу Земље. Први Дан Земље је прогласио је 21. марта 1970. године градоначелник Сан Франциска Џозеф Алиото. У Тант је подржавао идеју и иницијативу Џона Маконела. Секретар Уједињених нација Валдхајм је наставио том традицијом. Године 1975, амерички конгрес и председник Форд проглашавају Дан Земље на дан мартовског еквинокса.

## Дан Земље 22. април
Јануара 1970. године амерички сенатор и еколошки активиста Гејлорд Нелсон одлучује да се национална обука о животној средини зове Дан Земље и да се одржава 22. априла. У доба политичког активизма и студентских протеста Дан Земље привлачи многе репортере који о томе извештавају. Сенатор Нелсон препушта организацију студентима и одабира Дениса Хајеса за координатора.
Повод за проглашење Дана Земље је био догађај од 28. јануара 1969. године када је експлодирала нафтна платформа компаније Унион Оил која се налазила на 10 километара од Санта Барбаре у Калифорнији. Том приликом се у море излило више од 11 милиона литара нафте која је убила више од 10.000 морских птица, делфина, фока и морских лавова. Олујни ветрови који су дували те зиме на мору су нафтну мрљу још више раширили, па је нафта стигла и до обала Санта Барбаре и околних округа, као и до саме луке. Становници су евакуисани због опасности од експлозије од обилних испарења угљоводоника. Наредних дана се цурење нафте наставило и из неколико других бушотина и пукотина на морском дну коју су таласи избацивали на обале, па самим тим није имало много ефекта што је велики број волонтера, институција и осталих служби чистило и санирало последице изливања нафте. У наредним недељама је саниран и заустављен највећи део цурења нафте, након чега су плаже чишћене наредних 45 дана. Инцидент је изазвао велику медијску пажњу, а 21. марта је и председник Никсон лично дошао у Санта Монику да извиди стање и напоре за санирање проблема. У наредним месецима је највећи део штете саниран, а приближан број угинулих морских животиња никад није установљен.
Многи грађани се прикључују и Дан Земље као празник постаје веома успешан у Сједињеним Америчким Државама. Уз то сенатор Нелсон следеће године проглашава трећу недељу у априлу као „Недељу Земље“, која постаје национални догађај. У сенци Дана Земље 1971. године Амерички конгрес усваја већину закона за заштиту животне средине.
На Дан планете Земље 2016. Сједињене Aмеричке Државе, Уједињено Краљевство, Кина и 120 других земаља потписале су значајан Париски споразум. Овим потписивањем испуњен је кључни услов за ступање на снагу историјског нацрта споразума о заштити климе усвојеног консензусом 195 земаља присутних на Конференцији Уједињених нација о климатским променама 2015. у Паризу. Бројне заједнице су се ангажовале у акцијама Недеље планете Земље, целе недеље активности које су биле фокусиране на еколошка питања са којима се модерни свет суочава.